# Марцинконіс
Марцинконіс (лит. Marcinkonys) — село у Литві, розташоване у Варенському районі Алітуського повіту. Одне з найбільших за площею (143 га) у країні. Центр сільського туризму, має однойменну залізничну станцію. Станом на 2011 рік населення складало 640 осіб.

## Історія

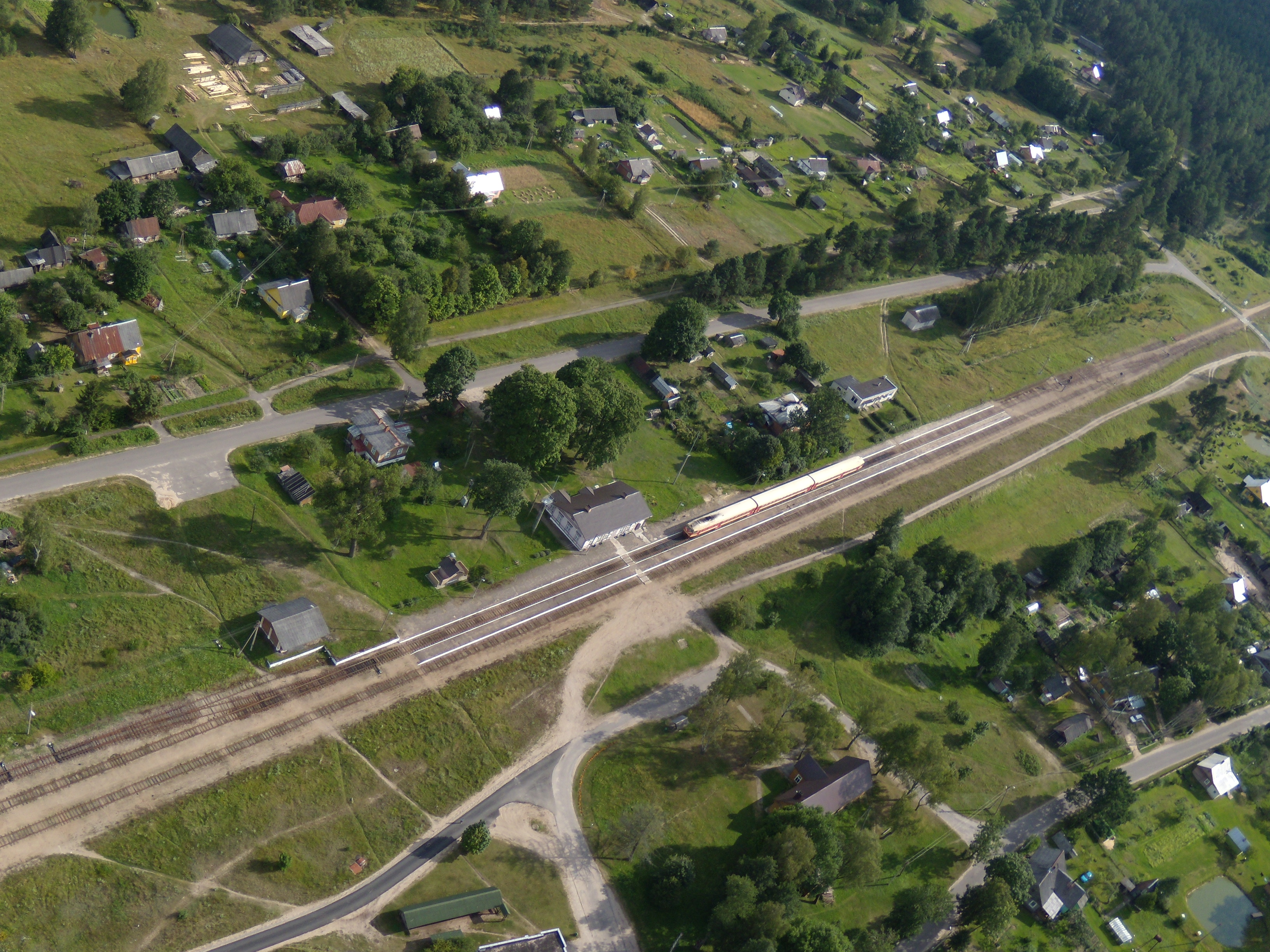
Вигляд станції Марцинконіс з пташиного лету.

Перші згадки про людські поселення у місцевих лісах датовані 1637 роком. У 1770 році в Марцинконісі звели церкву святих апостолів Симона і Юди Тадея, втім через малолюдність села і погану забезпеченість вона не мала власного священника. Ріст населення тут почався в другій половині XIX сторіччя у зв'язку із будівництвом залізничної гілки Санкт-Петербург — Варшава. Для її обслуговування в селі збудували однойменну залізничну станцію. В той час навкруги Марцинконіса сільськогосподарських угідь було мало, більшість його мешканців займалися ремеслами (особливо виготовленням дерев'яних хрестів), лісовим господарством, збиранням журавлини та грибів. Після пожвавлення торгівлі, спричиненого перевезенням вантажів залізницею, у селі з'явилися євреї, які займалися торгівлею. З 1896 року в селі почала розповсюджуватись литовська преса.
Початок XX століття село зустріло економічним ростом: в 1912 році тут запустили в роботу сушарку для грибів, у роки Першої світової війни задля потреб німецького війська почали сплавляти місцеву деревину по річці Котра. Для її відвантаження проклали окрему вузькоколійну гілку залізниці, яка експлуатувалась кілька десятків років. У період з 1920 по 1939 рік Марцинконіс знаходився під польською окупацією. Цей період відзначився етнічними переслідуваннями корінного населення, у 1933 році через знесення хреста навіть сталися заворушення, які розглядав польський сейм. За часів польської влади в Марцинконісі працювали два кооперативи (польський і литовський).
За радянської окупації село спочатку включили до складу Білоруської РСР (1939—1940), однак вже 3 серпня 1940 року підпорядкували Литовській РСР. В роки Другої світової війни Марцинконіс увійшов до зони німецької окупації: у вересні 1941 року близько 600 євреїв з Марцинконіса і Варени вбито у місцевому лісі, навесні 1942 організоване марцинконіське гетто. По завершенню війни в околицях села до 1946 року порядкували литовські партизани. Опір радянській владі призвів до чисток серед місцевого населення: у період з 1944 по 1953 рік 103 селянина було переміщено. Ще за німецької влади у селі відкрили початкову школу, яка працює і по сьогодні. Радянський період відзначився повільним економічним зростанням. Так, у 1957 році тут організували Марцинконіське лісництво, яке постачало деревину варенським лісопереробчим підприємствам аж до набуття Литвою незалежності в 1990 році. Після короткого періоду економічного занепаду село відновило свій добробут. В XXI столітті основу місцевої економіки складають лісівництво та сільський туризм.

## Опис

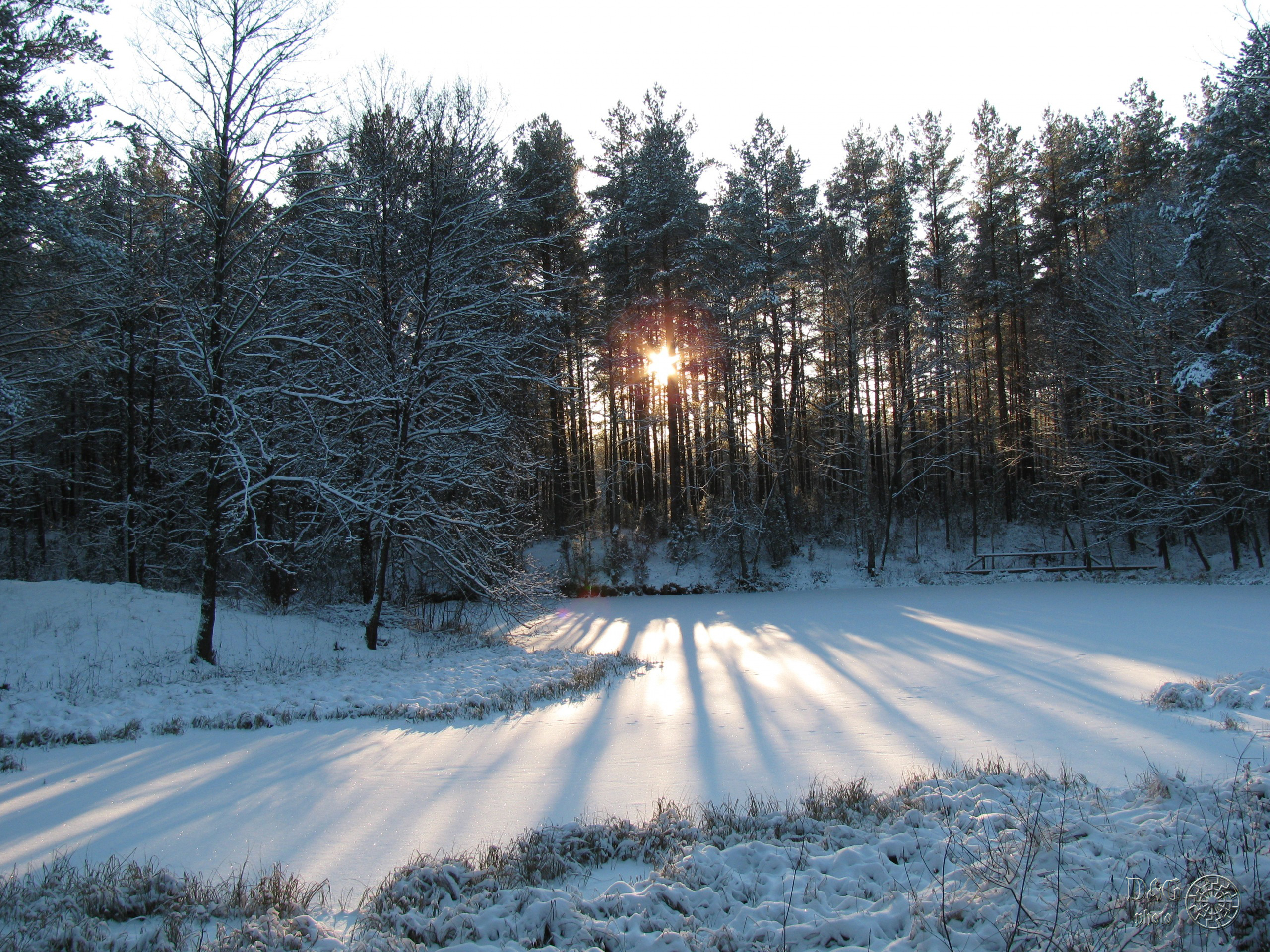
Зима в околицях Марцинконіса.

Марцинконіс розташований у лісистій місцевості, де піщані континентальні дюни, порослі соснами, чергуються з відкритими болотами. Клімат його околиць помірний із м'якою зимою та прохолодним дощовим літом. На заході населеного пункту протікає річка Груда. В околицях населеного пункту розташований Дзукійський національний парк і природний заповідник Чяпкяляй. Керівництво обома установами здійснює єдине управління, розташоване в Марцинконісі. Крім того, від села до кордону заповідника веде туристична стежка (сам заповідник для відвідин закритий).
Найближче містечко Меркіне знаходиться за 22 км від Марцинконіса, районний центр Варена — за 21 км. До залізничних станцій у Варені, Меркіне та Друскінінкаї з села ведуть асфальтовані дороги, крім того, безпосередньо залізницею воно пов'язане із Вареною, Вільнюсом та Гродно.
Більшість мешканців зайняті у сфері лісівництва і туризму. В Марцинконісі діють загальноосвітня школа, амбулаторія, пошта, аптека і готель. Сфера культури представлена бібліотекою та будинком культури, у якому працює етнографічний ансамбль (заснований 1973) і гумористичний гурток. Село багате на об'єкти туристичної інфраструктури. Інформаційний центр Дзукійського національного парку пропонує прокат велосипедів і каяків. Адміністрацією заповідника Чяпкяляй у 1996 році створений музей природи, експозиції якого розповідають про місцевих тварин, а живі еспонати можна побачити у місцевому філіалі зоопарку ім. Тадаса Іванаускаса. Також у селі з 1994 року діє етнографічний музей. До культових місць Марцинконіса відносять готичну церкву святих апостолів Симона і Юди Тадея, у якій збереглися старовинні ікони, скульптура і дзвін, а також два місця масових поховань: цвинтар жертв нацизму і кладовище литовських партизанів.

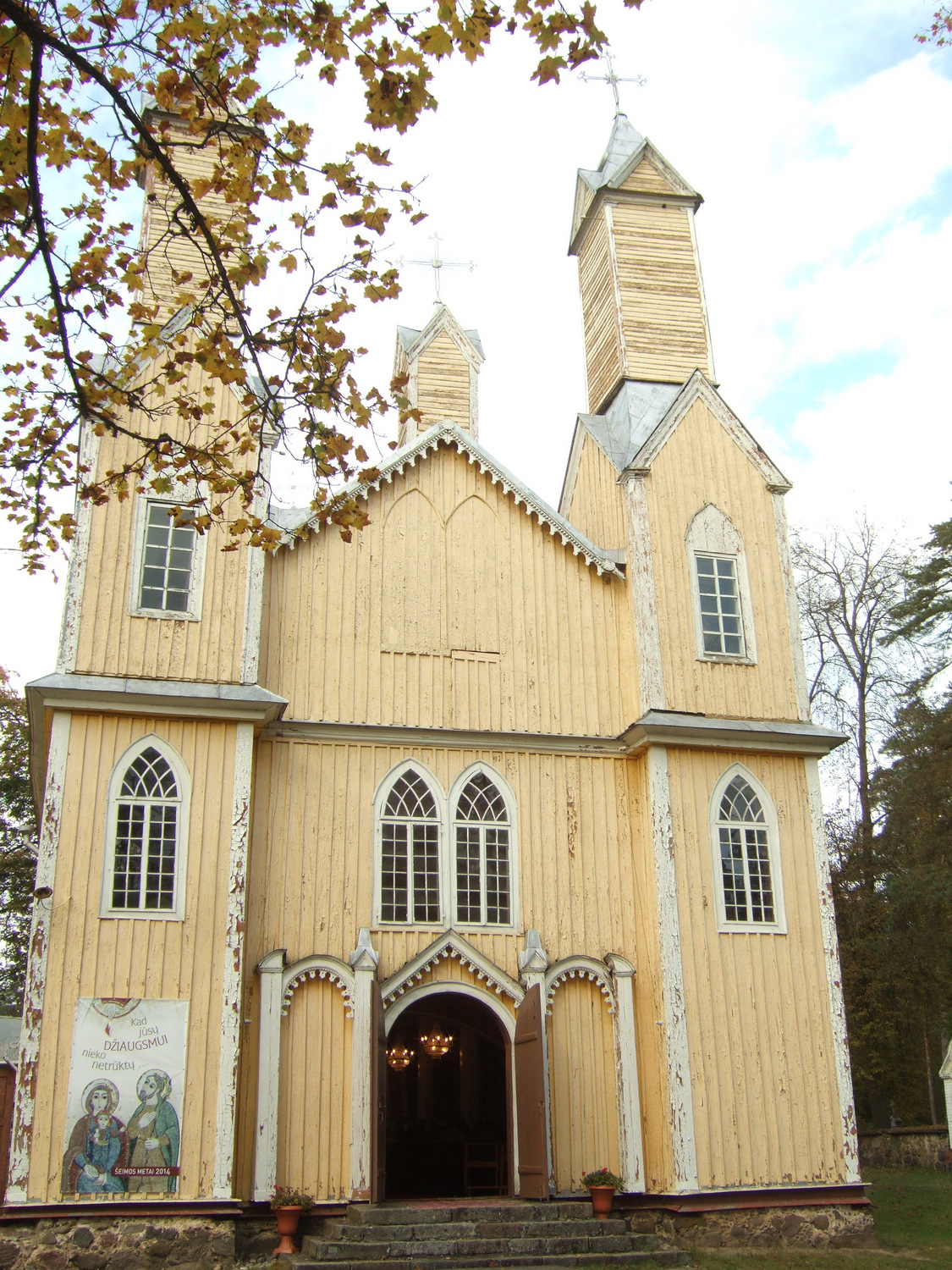
Церква святих апостолів Симона і Юди Тадея.
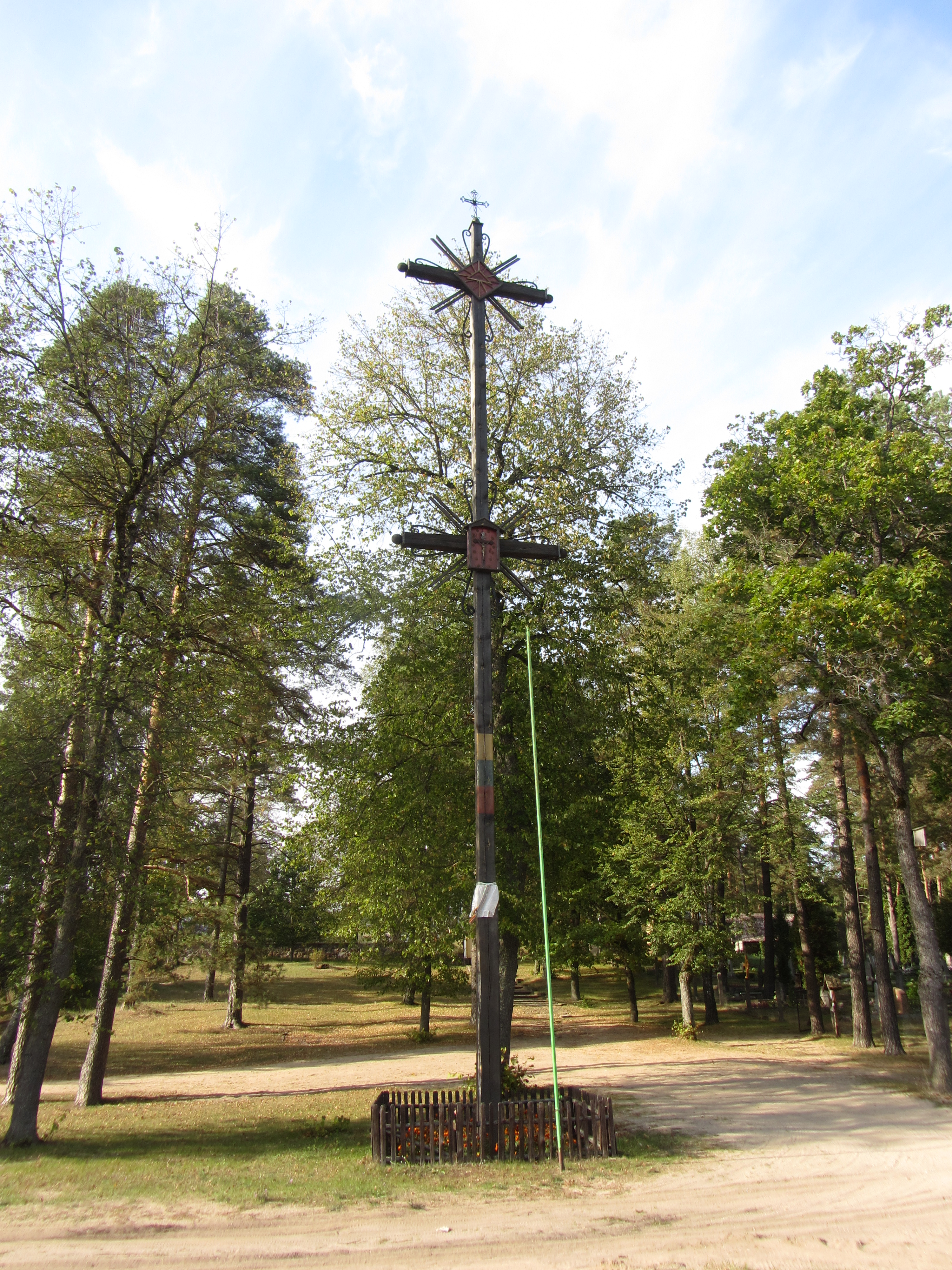
Пам'ятний хрест.
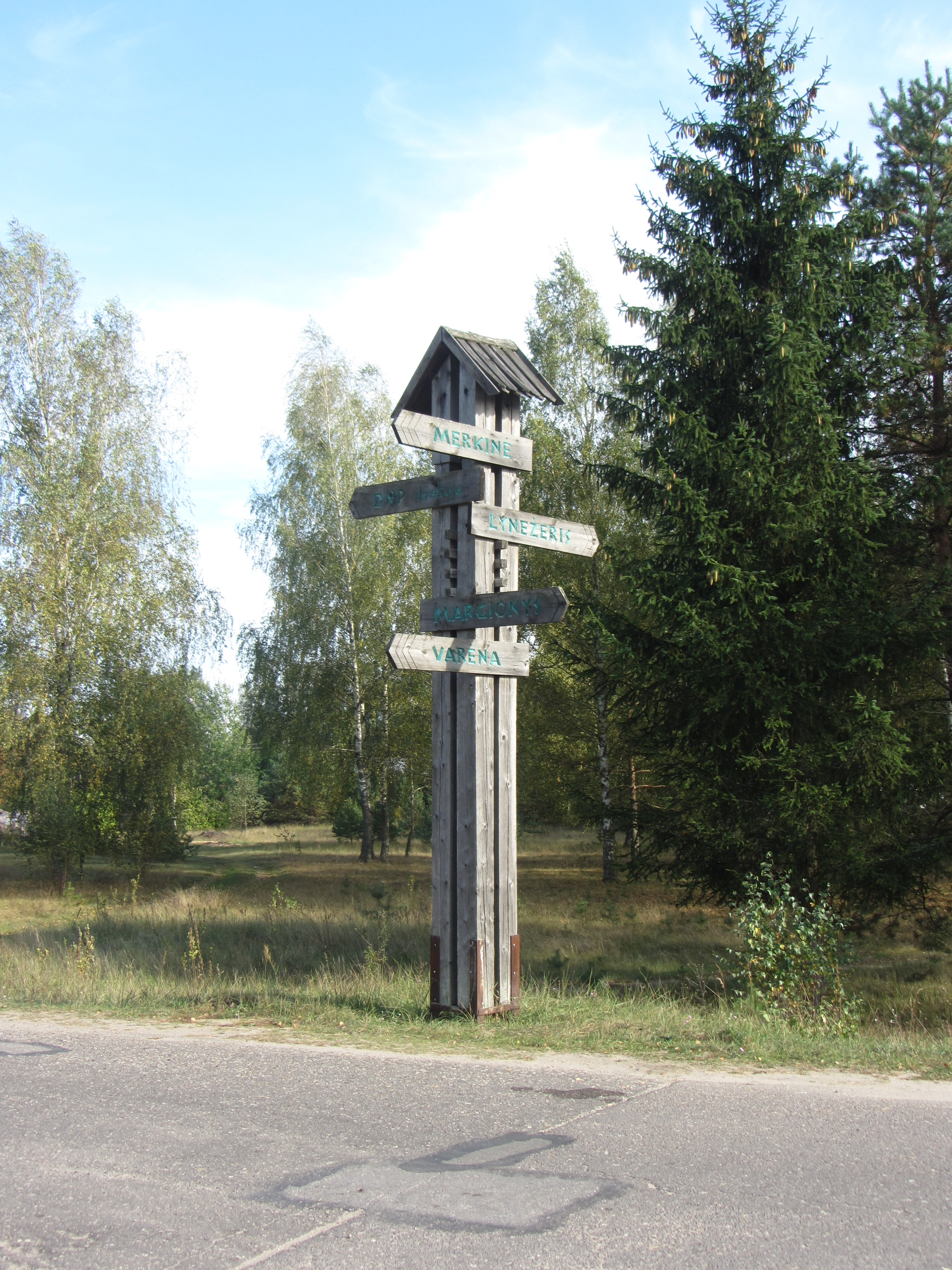
Дорожній вказівник.
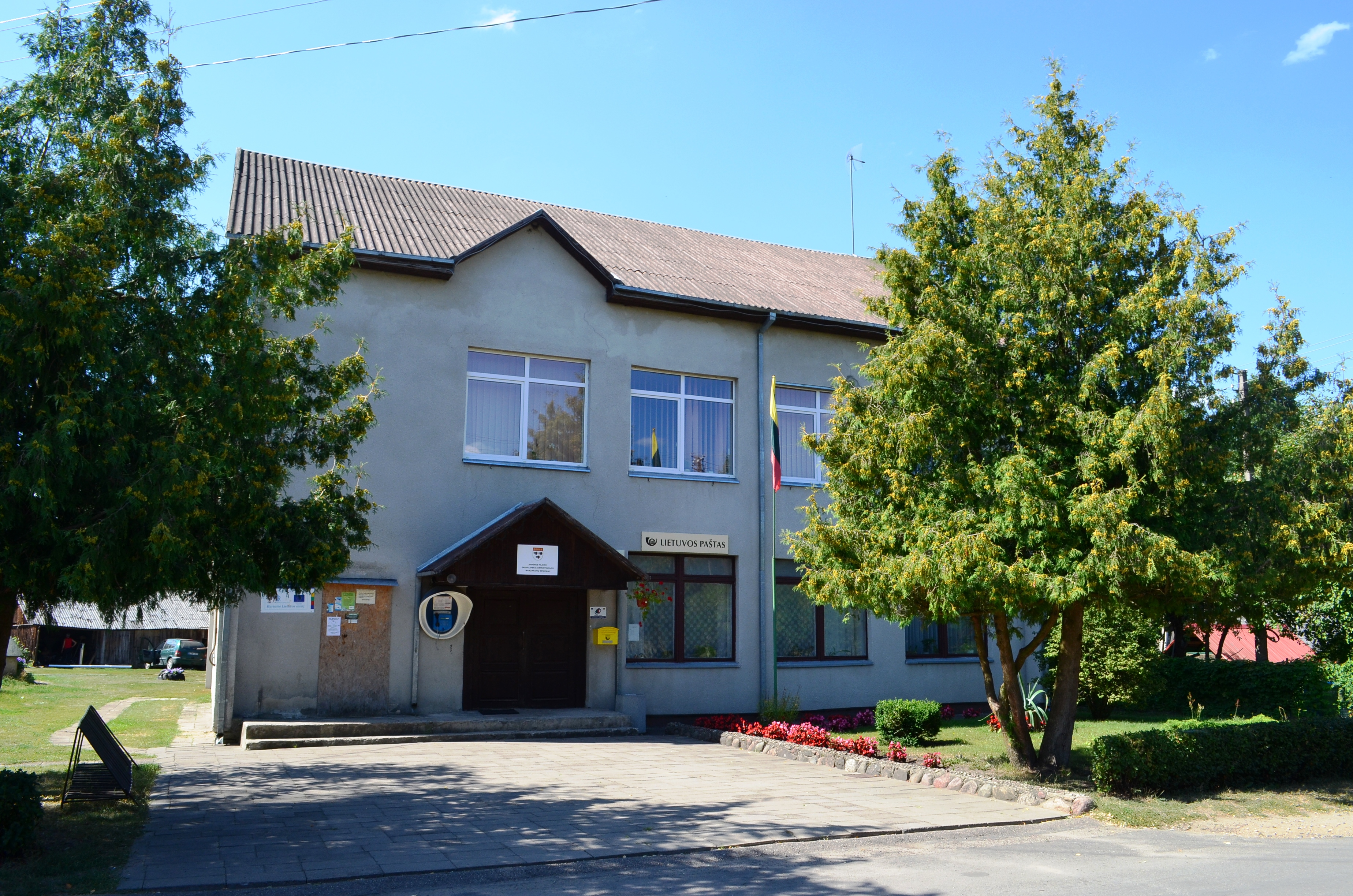
Будівля пошти.
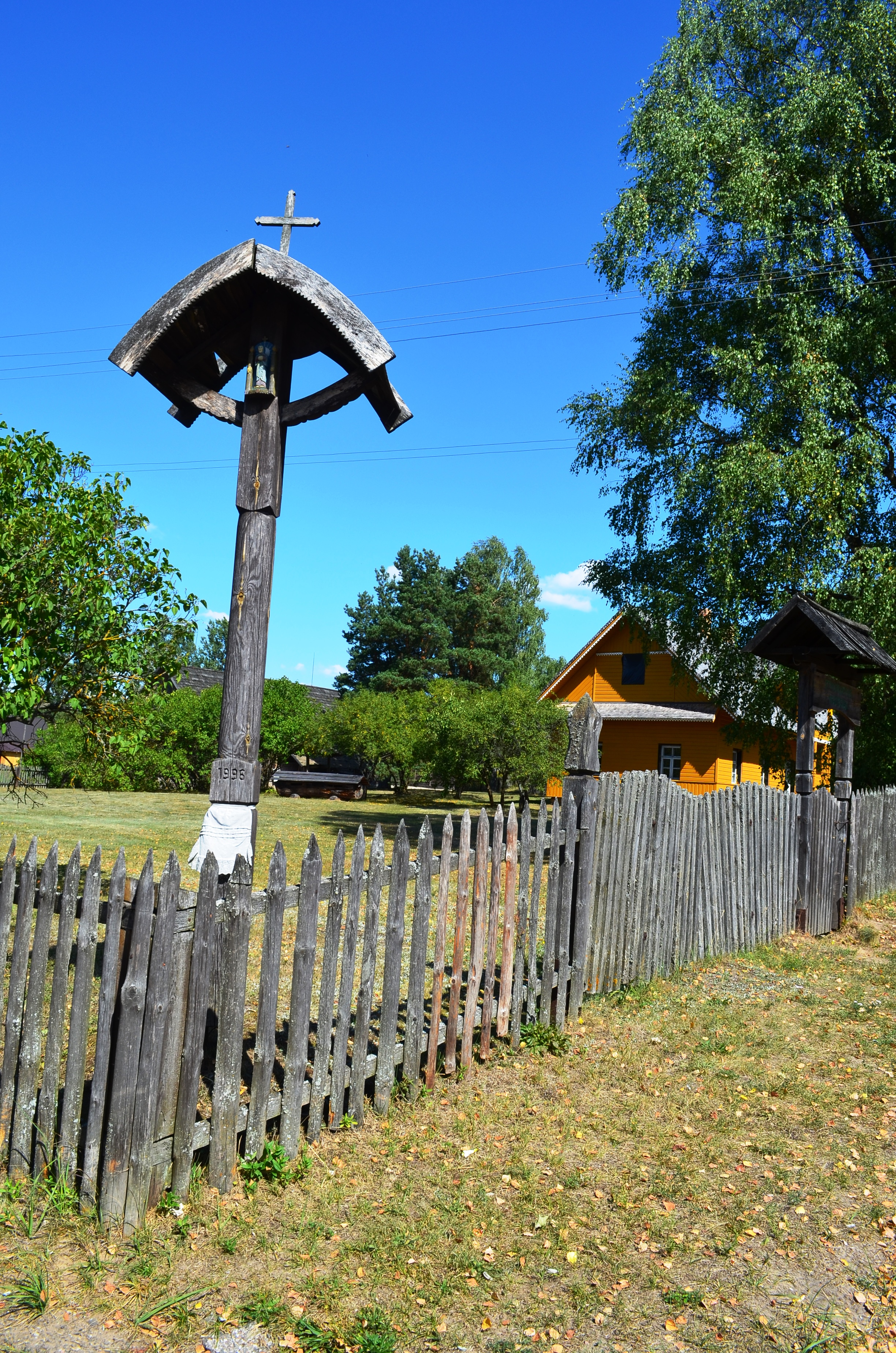
Експозиція етнографічного музею.
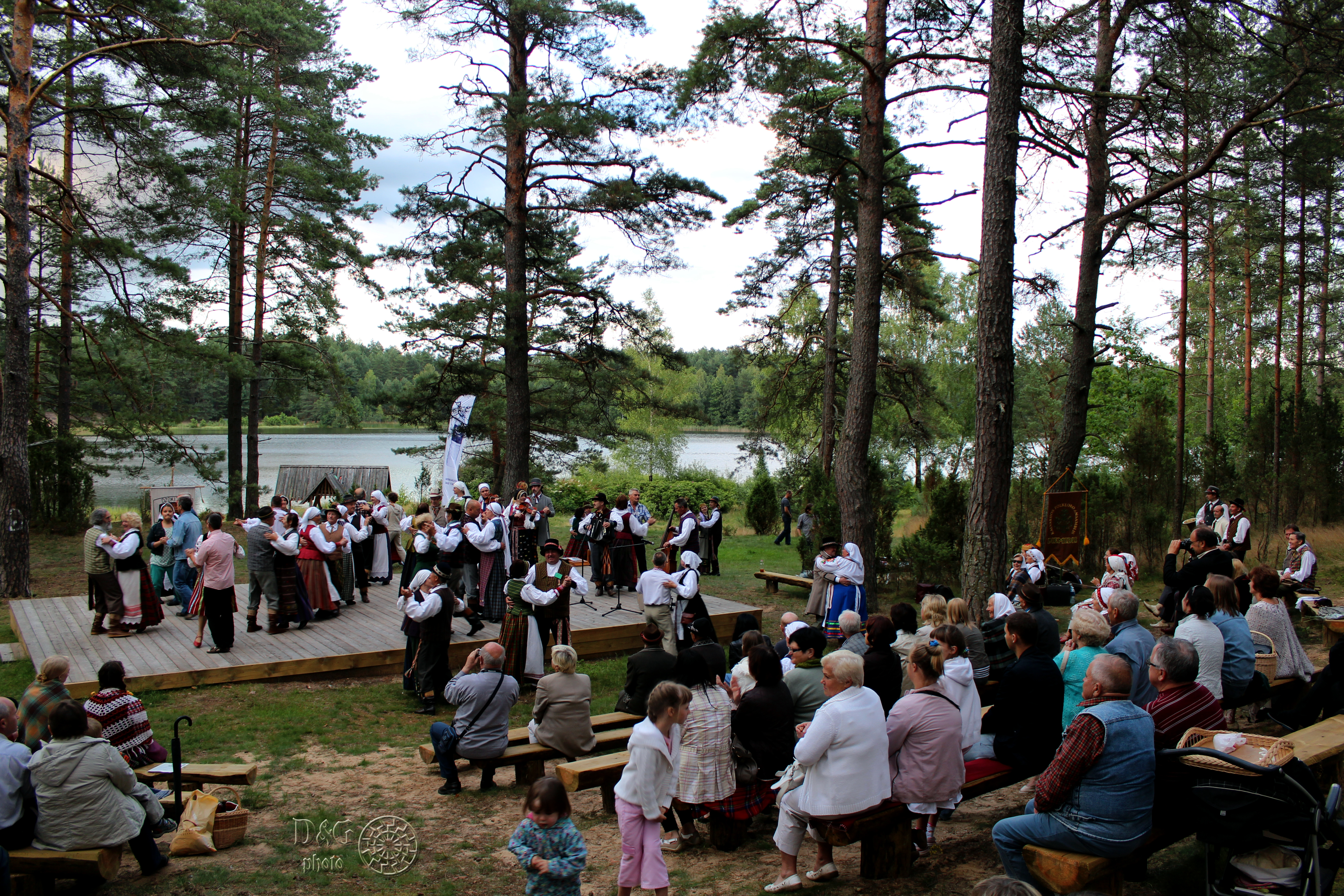
Сільський фестиваль.

## Видатні особи
- Альбінас Марчінскас — доктор економічних наук, професор;
- Вацлавас Чіочіс — математик, доктор фізичних наук, народився в Марцинконісі;
- Йонас Грігас — доктор фізико-математичних наук, член Академії наук Литви, професор, вчився у місцевій школі.